# Fińska Formuła 3 Sezon 1960
Fińska Formuła 3 Sezon 1960 – trzeci sezon Fińskiej Formuły 3. Mistrzem został Heimo Hietarinta (Cooper T42).

## Kalendarz wyścigów
| Runda | Data        | Tor       | Pole position | Najszybsze okrążenie | Zwycięzca         |
| ----- | ----------- | --------- | ------------- | -------------------- | ----------------- |
| 1     | 15 maja     | Helsinki  | ?             | ?                    | Heimo Hietarinta  |
| 2     | 6 czerwca   | Jyväskylä | ?             | ?                    | Pentti Loivaranta |
| 3     | 11 września | Turku     | ?             | ?                    | Heimo Hietarinta  |
| 4     | 25 września | Harju     | ?             | ?                    | Heimo Hietarinta  |